# Abdulrahman Al-Jassim
Abdulrahman Al-Jassim (Catar, 14 de outubro de 1987) é um árbitro de futebol catari e árbitro da FIFA desde 2013.
Ele foi um dos árbitros da Copa do Mundo Sub-20 da FIFA 2017 na Coreia do Sul. Foi árbitro assistente de vídeo para a Copa do Mundo da FIFA 2018 na Rússia, árbitro da Copa Asiática AFC de 2019 nos Emirados Árabes Unidos, foi anunciado que arbitraria na CONCACAF Gold Cup 2019 como parte de um programa de intercâmbio de árbitros entre CONCACAF e AFC, que já havia visto César Arturo Ramos do México na Copa Asiática AFC de 2019.